# Never Worn White
„Never Worn White“ je píseň americké zpěvačky Katy Perry. Byla zveřejněna skrze Capitol Records 5. března 2020. Píseň byla zveřejněna spolu s videoklipem, ve kterém oznámila své těhotenství.

## Videoklip
V oficiálním videoklipu vydaného spolu s písni je Perry ukázána v bílých šatech a v šatech obklopené květinami. Na konci videa je scéna s Katy, ve které se drží za břicho, čímž oznámila své těhotenství se snoubencem Orlandem Bloomem.